# Regiones históricas de Rumania
Rumania se encuentran en Europa Central, Sudoriental y Oriental. El país surgió a través de la unificación de dos principados, Valaquia y Moldavia en 1862. El nuevo estado unitario se extendió sobre otras regiones en varios momentos durante los siglos XIX y XX, incluyendo Dobruja en 1878, y Transilvania en 1918.

## Actuales

Regiones históricas de Rumania.

Estas regiones son parte de Rumania hoy en día:
Valaquia (unida a Moldavia en 1859 para crear la Rumania moderna), compuesta de las subregiones:
- Muntenia (Gran Valaquia).
- Oltenia (Valaquia Menor), el territorio entre los ríos Danubio y Olt y los Cárpatos del sur se convirtió en parte del Principado de Valaquia a principios del siglo XIV.[4]

Moldavia (unida a Valaquia en 1859 para crear la Rumania moderna), compuesta de las subregiones:
- Moldavia Occidental, forma parte de Rumania desde 1944.
- Bucovina del Sur, después de la unión con Rumania en 1918 (inicialmente, toda la región de Bucovina era parte de Rumania, hasta la Segunda Guerra Mundial).

Dobruja:
- Dobruja Septentrional, de Rumania desde 1878 (con la excepción de algunas islas danubianas y la isla de las Serpientes, que se incorporaron a la Unión Soviética en 1948, y se convirtieron en parte de Ucrania en 1991).

Transilvania (el término a veces abarca no solo Transilvania propiamente dicha, sino también parte de las regiones históricas de Crișana, Maramureș y Banato. Las nuevas fronteras fueron establecidas por el tratado de Trianón en 1920 entre los respectivos estados):
- Transilvania propiamente dicha, tras la declaración de la unión con Rumania en 1918.
- Banato desde 1918, y finalmente se dividió entre Rumania, Reino de los Serbios, Croatas y Eslovenos y Hungría;
- Crișana, la región bordeada por los ríos Mureș y Someș y las montañas Apuseni, tras la declaración de la unión en 1918,[5] finalmente dividida entre Hungría y Rumania;
- Maramureș, parte de la región montañosa del noroeste, tras la declaración de la unión en 1918,[6] finalmente se dividió entre Checoslovaquia y Rumania (hoy, el norte de Maramureș es parte de Ucrania).

## Antiguas

Regiones históricas de la Gran Rumania (1918-1940).

Principados del Danubio (Valaquia y Moldavia) junto con el principado de Transilvania en unión personal en 1600, bajo Miguel el Valiente.

Estas regiones y territorios fueron parte de Rumania en el pasado:
- Besarabia, este territorio fue parte (así como la mitad oriental) de Moldavia hasta 1812, cuando se incorporó al Imperio ruso. Toda la región se convirtió en parte de Rumania desde 1918 hasta 1940 cuando fue ocupada por los soviéticos. Rumania logró anexarla de nuevo en 1941, pero la perdió en 1944 durante la Segunda Guerra Mundial.[7]
- Besarabia meridional (incluida una parte de Budjak), en 1856 la parte sur de Besarabia fue devuelta a Moldavia, que se unió a Valaquia en 1859 para crear la Rumania moderna. En 1878 Rumania fue presionada para intercambiar este territorio por la Dobruja, y fue restaurado el dominio ruso sobre el.
- Bucovina del Norte, la región fue parte de Rumania desde 1918 hasta 1940 cuando fue ocupada por los soviéticos; Rumania logró anexionarla de nuevo en 1941, pero la perdió en 1944. Hoy en día es parte del óblast de Chernivtsi en Ucrania.[8]
- Hertza, un territorio de Moldavia que fue parte de Rumania desde 1859 hasta 1940, cuando fue ocupada por los soviéticos; Rumania logró anexionarla de nuevo en 1941, pero la perdió en 1944. Hoy en día es parte del óblast de Chernivtsi en Ucrania.[9]
- Dobruja Meridional (Cadrilater), fue anexada de Bulgaria en 1913, después de la segunda guerra de los Balcanes. volvió a control búlgaro después de 1940.[10]
- Isla Serpiente, una isla situada en el Mar Negro, que formó parte de Rumanía entre 1878 y 1948.

Otros:
- Transnistria, controlada por Rumania de 1941 a 1944 como la gobernación de Transnistria (Rumania no la incorporó formalmente en su marco administrativo).[11]
- Pocutia, controlada durante alrededor de un siglo y medio con interrupciones por el principado rumano de Moldavia.[12] La región fue ocupada por Rumania durante varios meses en 1919.[13][14]